# Abby Dahlkemper
Abigail « Abby » Lynn Dahlkemper, née le 13 mai 1993, est une joueuse de football américaine évoluant au poste de défenseur. Elle est membre de l'Équipe des États-Unis de soccer féminin et joue avec le Bay FC au sein de la National Women's Soccer League (première division américaine).

## Carrière en club
En 2013, Dahlkemper signe avec le Blues de Pali dans la W-League (deuxième division américaine avant sa disparition). L'équipe remporte le titre de la conférence ouest ainsi que la W-League en juillet 2013.

### Western New York Flash (2015-2016)
En janvier 2015, Dahlkemper est détectée par le Western New York Flash. En mars, elle signe avec ce dernier et fait ses débuts en avril.

#### Adelaide United FC (2015-2016)
En octobre 2015, Dahlkemper est prêtée au club d'Adelaide United dans la W-League pour la saison 2015-2016.

### Courage de la Caroline du Nord (depuis 2017)
En 2017, Dahlkemper signe avec l'équipe du Courage de la Caroline du Nord. Elle joue l'intégralité des matchs du Courage en 2017 et se voit nommée au sein de la 2017 NWSL Best XI. Dahlkemper remporte le titre de NWSL Defender of the Year de la saison 2017.

### Manchester City
En 2021, elle rejoint Manchester City en provenance de North Carolina Courage pour un contrat de deux ans et demi.

## Carrière internationale

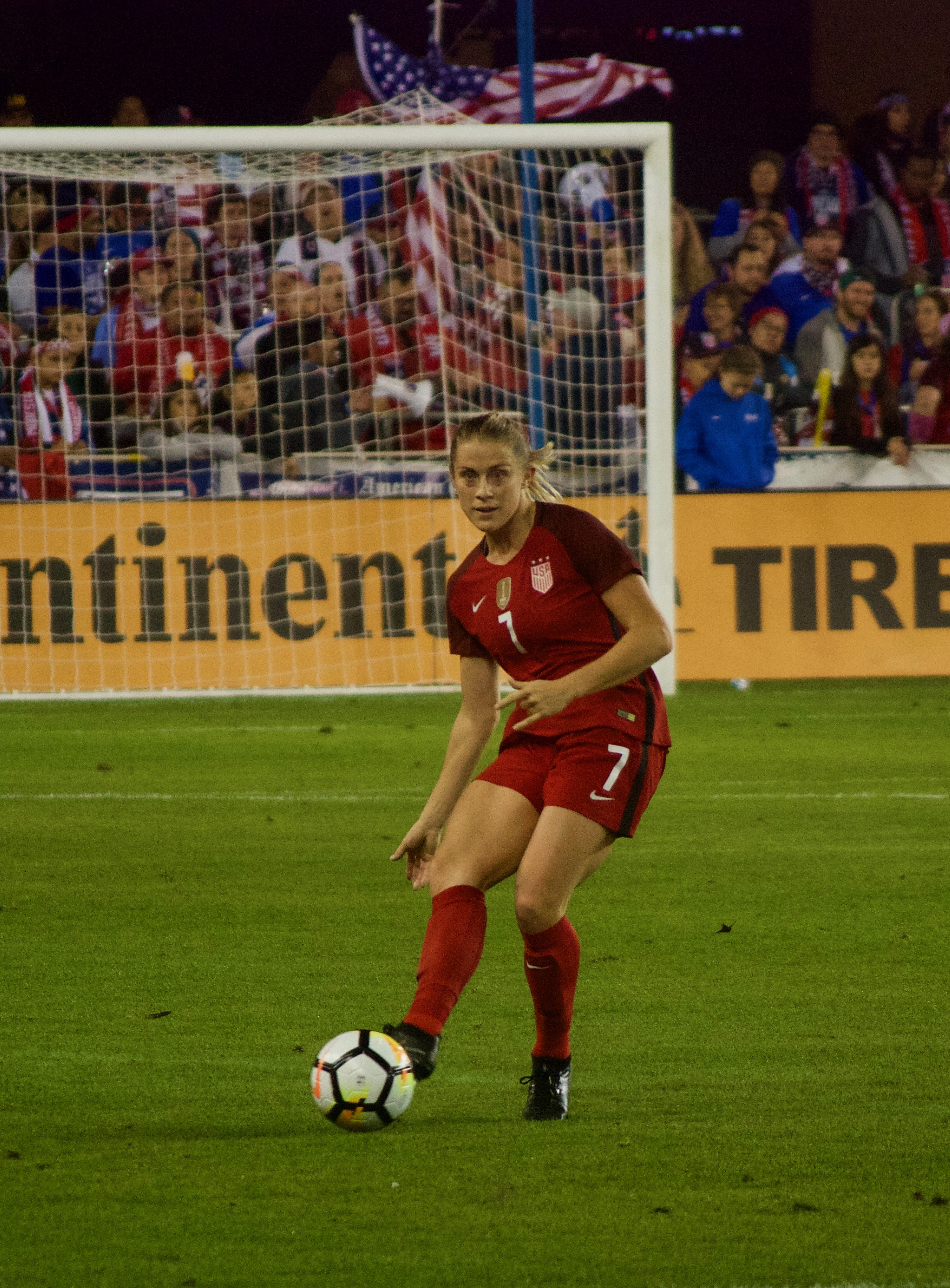

En 2013, elle joue avec l'équipe féminine des États-Unis de football des moins de 23 ans pour le Tournoi des Quatre Nations, qu'elle remporte. Elle fait ses débuts dans l'équipe A le 19 octobre 2016, lors d'un match contre la Suisse. Après une pause, elle refait son apparition, à la mi-temps, dans l'équipe nationale le 8 juin 2017.

## Palmarès
- Équipe des États-Unis :
  - Vainqueur de la SheBelieves Cup 2018[14]
  - Vainqueur de la Coupe du monde 2019
  - Vainqueur de la SheBelieves Cup 2020